# Hombre tenías que ser
Hombre tenías que ser es una telenovela mexicana producida por Luis Urquiza y transmitida por TV Azteca en 2013, es una adaptación libre de la telenovela colombiana Hombres de Mónica Agudelo, hecha por RCN Televisión en 1997.
Protagonizada por Ivonne Montero y Víctor González, con las participaciones antagónicas de Fernando Alonso, Sylvia Sáenz y Javier Díaz Dueñas. Cuenta además con las actuaciones estelares de Jorge Alberti, Matías Novoa, Francisco de la O y Claudio Lafarga.

## Sinopsis
Raquel Lomelí, una joven bella y culta, sale adelante sin la ayuda de su padre, trabaja como asociada en la agencia Lara & Lomelí. Tras su renovación en el contrato, los integrantes del cuartel son precisamente hombres: Román, Tomás, Franco, Pablo, Fausto y Leopoldo y una mujer: "Tony" y tiene que lidiar con ellos.
Ocurre un sismo en la agencia y Raquel conoce a Román Ortega, entonces se entienden, pero lo que Román no sabe es que Raquel es hija de Emiliano Lomelí "El Tiburón", un hombre frío y sin escrúpulos que ha despojado de sus bienes y salud al ingeniero Jorge Lara, un hombre al cual Román admira en todo sentido, sin saber que en realidad Jorge Lara es su padre. Sin embargo, Emiliano siempre ha odiado a Jorge y Román, pero su carácter no es solo con ellos si no también con su esposa, Caridad Montemayor.
En la agencia Lara & Lomelí, "El Tiburón" decide poner la nueva imagen de la agencia que es su hija Raquel, sin embargo Román no se imagina que ella es la nueva ejecutiva. Tony Luján esta perdidamente enamorada de Román, que hace todo por conquistarlo sin saber que él se enamoró de Raquel. Esa noche los amigos de Román y él se reúnen para enterarse de quién es la nueva imagen, Román se lleva la gran sorpresa de que la imagen era nada más y nada menos aquella mujer que conoció en el sismo y se verán envueltos en las situaciones cotidianas con "Hombre tenías que ser". 

## Elenco
- Ivonne Montero - Raquel Lomelí Montemayor
- Víctor González - Román Ortega / Román Lara Martí
- Sylvia Sáenz - María Antonieta "Tony" Luján
- Fernando Alonso - Tomás Álvarez
- Javier Díaz Dueñas - Emiliano "El Tiburón" Lomeli
- Jorge Alberti - Franco Santoyo
- Francisco de la O - Fausto Aguirre
- Matías Novoa - Pablo Cantú
- Claudio Lafarga - Leopoldo "Polito" Beltrán
- Dolores Heredia - Caridad Montemayor de Lomeli
- José Carlos Rodríguez - Jorge Lara
- Tania Arredondo - Anabel Trueba de Álvarez
- Ana Belena - Aura Medina
- Cecilia Piñeiro - Minerva Campos
- Karina Gidi - Gloria Donato
- Verónica Langer - Abril Martí
- Thali García - Gabriela "Gaby" Álvarez Trueba
- Agustín Zurita - Teodoro "Teo" Aguirre
- Rodrigo Cachero - Oscar Mayo
- Christian Vázquez - Mario Molina
- Fidel Garriga - Santiago Lara
- Carla Carrillo - Julieta Almada Garza de Cantú
- Larissa Mendizábal - Lorena Esteves
- Kenia Gascón - Diana Garza Vda. de Almada
- María José Rosado - Estefanía Esteves
- Natalia Farías - Pina "Carmín" de Beltrán
- Marco Zapata -
- Jesús Estrada -
- Carolina Carvajal -
- Alberto Trujillo - Urraca
- Ernesto Álvarez - Danilo
- Maripaz Mata - Martha "Martita"
- Jessica Rotaeche - Karina
- Amaya Blas - Maripaz
- Josefo Rodríguez - Comandante Quiroga
- Estefanía Hinojosa - Magaly
- Paulo Arce Calderón - Sebastián Cantú Almada